# The Phantom Empire
Imperiul Fantomă (titlu original: The Phantom Empire) este un film SF western serial american din 1935 regizat de Otto Brower și B. Reeves Eason. În rolurile principale joacă actorii Gene Autry, Frankie Darro și Betsy King Ross. Acest serial Mascot cu 12 capitole combină genurile western, științifico-fantastic și muzical. Primul episod are 30 de minute, celelalte au câte 20 de minute. Serialul prezintă un cowboy cântăreţ care descoperă o civilizație antică subterană care trăiește sub ferma sa și care devine coruptă datorită unor speculatori lacomi fără scrupule de la suprafață. În 1940, un film artistic de 70 de minute realizat pe baza unor secvențe din acest serial a fost lansat sub titlul Radio Ranch ori Men with Steel Faces. A fost primul rol principal al lui Gene Autry, jucând  propriul său rol de cowboy-cântăreț.

## Prezentare
Gene Autry (Gene Autry) este un cowboy cântăreț care conduce Radio Ranch, o  fermă în care, zilnic, face o emisiune de radio în direct la ora 14:00. Gene are doi copii-companioni,  Frankie Baxter (Frankie Darro) și  Betsy Baxter (Betsy King Ross). Aceștia conduc un club, Junior Thunder Riders, în care copiii se joacă de-a cavalerii în armură aparținând  unei civilizații necunoscute, misteriosul popor Riders Thunder care scot sunete ca de tunet atunci când merg.  
O șansă de a deveni eroi adevărați se ivește atunci când Betsy, Frankie și Gene sunt răpiți de către adevărații Riders Thunder din imperiul avansat științific și subteran al  Muraniei, plin de clădiri falnice, roboți, arme-laser și lifturi care străbat kilometri pe sub pământ spre suprafață. Imperiul este condus de o regină rece și blondă,  malefica Tika. La suprafață, o bandă de răufăcători conduși de către profesorul Beetson intenționează să invadeze Murania și să profite de bogăția sa, Murania având cantități uriașe de radiu. Între timp în Murania, un grup de revoluționari complotează s-o răstoarne de la putere pe regina Tika .
Locuitorii Muraniei sunt tribul pierdut de pe continentul  Mu, care au coborât în subteran în timpul ultimei ere glaciare acum 100.000 de ani. În prezent aceștia trăiesc într-un fantastic oraș  avansat aflat la cca. 25.000 de  picioare  sub pământ. Ei nu mai pot  respira aerul de la nivelul solului și odată ieșiți la suprafață trebuie să poarte măști de oxigen. (Cu toate acestea, locuitorii de la suprafață nu au probleme în a respira „aerul muranian”.)

## Capitole
1. The Singing Cowboy
2. The Thunder Riders
3. The Lighting Chamber
4. Phantom Broadcast
5. Beneath the Earth
6. Disaster from the Skies
7. From Death to Life
8. Jaws of Jeopardy
9. Prisoner of the Ray
10. The Rebellion
11. A Queen in Chains
12. The End of Murania[6]

## Distribuție
- Gene Autry este Gene Autry, un cowboy cântăreț care conduce Radio Ranch
- Frankie Darro este Frankie Baxter, unul din cei doi copii care-l însoțesc pe Gene
- Betsy King Ross este Betsy Baxter, unul din cei doi copii care-l însoțesc pe Gene
- Dorothy Christy este Queen Tika, regina malefică a imperiului din Murania
- Wheeler Oakman este Lord Argo, mare cancelar muranian și lider al rebelilor
- Charles K. French este Mal
- Warner Richmond este Rab
- J. Frank Glendon este profesorul Beetson, om de știință răufăcător care vrea să pună mâna pe depozitele de radiu
- Smiley Burnette este Oscar, un personaj comic
- Peter Potter as Pete, un personaj comic
- Edward Peil Sr. este Cooper
- Jack Carlyle este Saunders[1][7]

## Producție
Inițial, s-a declarat că bugetul "nu este mai mare" de 100.000 dolari.
Ideea scenariului i-a venit scriitorului Wallace McDonald atunci când în gazul extras din subteran a fost găsit un dinte.
The Phantom Empire a fost filmat la sfârșitul anului 1934, având un buget inițial de 75.000 $ (egal cu 1.308.769  $ astăzi).

### Locuri de filmare
- Agoura Ranch, Agoura, California, SUA
- Bronson Canyon, Griffith Park, 4730 Crystal Springs Drive, Los Angeles, California, SUA
- Griffith Observatory, Griffith Park, 4730 Crystal Springs Drive, Los Angeles, California, SUA
- Iverson Ranch, 1 Iverson Lane, Chatsworth, Los Angeles, California, SUA
- Keystone Studios, 1712 Glendale Blvd., Silver Lake, Los Angeles, California, SUA

### Cascadori
- Ken Cooper
- Richard Talmadge
- Jack Jones
- George Magrill
- Wally West[4]

Frankie Darro și Betsy King Ross și-au făcut singuri cascadoriile de călărie din acest serial. Ross a fost un campion profesionist de rodeo și a fost menționat în serial ca "World's Champion Trick Rider".

## Coloană sonoră
- "Uncle Noah's Ark" (Gene Autry, Smiley Burnette, Nick Manoloff) de Gene Autry și orchestra (capitolul 1)
- "That Silver-Haired Daddy of Mine" (Gene Autry, Jimmy Long) de Gene Autry și orchestra (capitolul 1)
- "I'm Oscar, I'm Pete" (Gene Autry, Smiley Burnette) de Gene Autry, Smiley Burnette și William Moore (capitolul 2)
- "No Need to Worry" (Gene Autry, Smiley Burnette) de  Radio Rangers (capitolul 4)
- "Uncle Henry" (Gene Autry, Smiley Burnette) de Gene Autry (capitolul 4)
- "I'm Getting a Moon's Eye View of the World" (Gene Autry, Smiley Burnette) de Gene Autry (capitolul 8)
- "My Cross Eyed Gal" (Gene Autry, Jimmy Long) de Radio Rangers (capitolul 8)
- "Just Come On Back" (Gene Autry, Smiley Burnette) de Radio Rangers (capitolul 8)[1][8]

## Vezi și
- Cliffhangers (serial TV) - "The Secret Empire"
- Listă de seriale cinematografice
- Listă de film seriale după studio
- A nu se confunda cu The Phantom Empire (1989)
- Weird West